# Анна Фаріс
Анна Кей Фаріс (англ. Anna Kay Faris) — американська акторка театру, кіно та озвучення, подкастерка. Народилася 29 листопада 1976 а в Балтиморі, Меріленд, США. Відома за роллю Сінді Кемпбелл у фільмі «Дуже страшне кіно».

## Життєпис
Народилася 29 листопада 1976 року в Балтимор, Меріленд, в родині ірландця Джека Фаріса (англ. Jack Faris) і німкені Карен (англ. Karen), виросла в Едмонді (Вашингтон, північ Сієтла). 
Батьки схвалювали її прагнення стати акторкою і у 9 років вона виконала першу роль у Сієтлському театрі (англ. Seattle Repertory Theater). Після закінчення середньої Едмондської школи (англ. Edmonds Woodway High School) вступила до Вашингтонського університету, де вивчала англійську літературу.
Першою великою роллю в кіно була Джанелль Бей у фільмі «Провулок закоханих» (1999). Наступною роллю, що принесла їй популярність, стала Сінді Кемпбелл у фільмі «Дуже страшне кіно».

## Особисте життя
У 2004 році одружилася з актором Беном Індру (англ. Ben Indra), з яким познайомилася під час зйомок фільму «Провулок закоханих» у 1999 році. Шлюб розпався в квітні 2007. У липні 2009 року одружилася з актором Крісом Праттом, народила сина. Вони розлучилися в 2017 році.

## Фільмографія
- 1996 — Едем /Eden — Dithy
- 1999 — Провулок закоханих /Lovers Lane — Джанелль Бей
- 2000 — Дуже страшне кіно /Scary Movie-Сінді Кемпбелл
- 2001 — Дуже страшне кіно 2 /Scary Movie 2 — Сінді Кемпбелл
- 2002 — Мей /May — Поллі
- 2002 — Ципочка /The Hot Chick — Ейпріл
- 2003 — Труднощі перекладу /Lost in Translation — Келлі
- 2003 — Дуже страшне кіно 3 /Scary Movie 3 — Сінді Кемпбелл
- 2003 — Просто свято якесь! /Winter Break — Джастін
- 2004 — Друзі /Friends — вагітна мати близнят Моніки і Чендлера
- 2004 -Spelling Bee — Джейн Конеллі (короткометражний, в український прокат не виходив)
- 2005 — Просто друзі /Just Friends — Саманта Джеймс
- 2005 — Південні красуні /Southern Belles — Беллі Скотт
- 2005 — Горбата гора /Brokeback Mountain — Лашон Мелоун
- 2005 — Велика жратва /Waiting … — Серена
- 2006 — Моя супер-колишня /My Super Ex-Girlfriend — Ганна Льюїс
- 2006 — Мамин синочок /Mama's Boy — Нора Фленнаган
- 2006 — Дуже страшне кіно 4 /Scary Movie 4 — Сінді Кемпбелл
- 2007 — Сміхотуха /Smiley Face — Джейн Ф
- 2008 — Хлопцям це подобається /The House Bunny — Шеллі
- 2009 — Часті питання про подорожі в часі /Frequently Asked Questions About Time Travel — Кейсі
- 2009 — Ніби крутий охоронець /Observe and Report — Бренді
- 2011 — Ведмідь Йогі /Yogi Bear
- 2011 — Відвези мене додому /Take Me Home Tonight — Венді Франклін
- 2011 — Скільки у тебе? / What's Your Number? — Еллі Дарлінг
- 2011 — Елвін та бурундуки 3 / Alvin and the Chipmunks: Chipwrecked — Жанетт (голос)
- 2012 — Диктатор / The Dictator — Зої
- 2013 — Фільм 43 / Movie 43 — Ванесса (розділ «Пропозиція»)
- 2013 — Даю рік / I Give It a Year — Хлоя
- 2013 — Мінлива хмарність, часом фрикадельки 2 / Cloudy with a Chance of Meatballs 2 — Сем Спаркс (голос)
- 2013 — Дуже страшне кіно 5 / Scary Movie 5 — Сінді Кемпбелл(анонсований)
- 2014 — Мачо і ботан 2 / 22 Jump Street
- 2015 — Елвін і бурундуки: Бурундомандри / Alvin and the Chipmunks: The Road Chip — Жанетт (голос)
- 2016 — Кіану / Keanu
- 2017 — The Emoji Movie Virtual Reality eXperience (ігра) — Jailbreak (голос)
- 2017 — Емоджі Муві / The Emoji Movie — Терабайтка (Jailbreak), голос
- 2018 — За бортом /Overboard — Кейт Салліван
- 2018 — The Joel McHale Show with Joel McHale — Сенді (один епізод)
- 2019 — Gay of Thrones (один епізод)
- 2013—2020 — Мамця (телесеріал) / Mom — Крісті (головна роль)
- 2022 — Боротьба за спадок — Саванна (головна роль)